# Sâncrăieni
Sâncrăieni es una comuna ubicada en el distrito de Harghita, Rumania.

## Superficie
Cuenta con una superficie de 52,23 kilómetros cuadrados.

## Demografía
Hasta 2021 la población era de 2476 habitantes, con una densidad de población de 47,41 habitantes por kilómetro cuadrado.